# 莫洪布爾烏帕齊拉
莫洪布爾乌帕齐拉是孟加拉国拉傑沙希縣的一个乌帕齐拉，位於拉傑沙希专区的拉傑沙希縣。。

## 人口
據1991年孟加拉國人口普查，莫洪布爾共有戶數43,984戶，人口170021人。其中男性佔比50.13%，女性佔比49.87%；成年人口92,460人。該地7歲以上人口之平均識字率為51.3%。